# ام‌اس ویستریا
ام‌اس ویستریا (به انگلیسی: MS Wisteria) یک کشتی است که طول آن ۱۳۱ متر (۴۲۹٫۸ فوت) می‌باشد. این کشتی در سال ۱۹۷۸ ساخته شد.